# Murchadh mac Maenach
Murchadh mac Maenach (m. 896) fue Rey de Maigh Seóla.

## Biografía
Murchadh es uno de los reyes más antiguos atestiguados en su región. Es digno de mención como la persona que dio su nombre al Muintir Murchada, una dinastía cuya familia principal más tarde tomó el apellido Ó Flaithbertaigh (O'Flaherty). En este momento, su pueblo vivía al este de Lough Corrib, centrados en torno a Lough Cime (Lough Hackett), Tuam, Condado Galway. Serían expulsados por los O'Connor en el los años 1050.
Los genealogistas listan a dos hijos, Urchadh y Urumhain, de los que Urchadh parece haber tenido descendientes. Un Cleirchin mac Murchadh de Uí Briúin Seóla aparece en los Anales de los Cuatro Maestros en 908, aunque no aparece en ninguna otra fuente. Urchadh sería abuelo posteriormente de Brian Boru. Murchadh era también descendiente de Brion macEchach Muigmedoin Rey de Connacht, hijo de Eochaid Muigh Meadhoin mac Muiredach 122.º rey supremo de Irlanda antepasado de la dinastía Ui Neill dinastía y del famoso medio hermano de Brion, Niall de los Nueve Rehenes.
Según las genealogías, un descendiente de Murchard  en sexto grado fue Flaithbheartaigh mac Emhin, cuyo nieto, Muredach Mór Ua Flaithbheartaigh, fue el primero en llevar el apellido. Muredach Mór tuvo tres hijos - Ruaidri de Lough Cime, Donough Aluinn y Aedh. De Ruaidri proceden las tres líneas sénior del clan (Conmaicne Mara (conocidos como Connemara), Moycullen y Sliocht Diarmaid)